# زاگ (کنتاکی)
زاگ (به انگلیسی: Zag) یک منطقهٔ مسکونی در ایالات متحده آمریکا است که در شهرستان مورگان، کنتاکی واقع شده‌است. زاگ ۲۸۹٫۸۷ متر بالاتر از سطح دریا واقع شده‌است.